# Ariel Waller
Ariel Waller (Toronto, 16 maggio 1998) è un'attrice canadese.
Ha fatto il suo debutto cinematografico a 6 anni col film Cinderella Man - Una ragione per lottare in cui interpreta una dei tre figli di Russell Crowe e Renée Zellweger.
È inoltre nota per aver interpretato il ruolo di Marti Venturi nella serie canadese La mia vita con Derek.
È anche apparsa in Kardia.

## Filmografia
- Cinderella Man - Una ragione per lottare (2005) - Rosemarie Braddock
- ReGenesis (1 episodio, 2006) - Ruby McGhee
- Kardia (2006) - Hope da giovane
- Jack Brooks: Monster Slayer (2007) - Cindy Brooks
- La mia vita con Derek (2005-2008) - Marti Venturi